# Distretto di Biswanath
Il distretto di Biswanath è un distretto dello stato dell'Assam, in India. Il suo capoluogo è Biswanath Chariali.
Il distretto è stato costituito nel 2015 scorporando parte del distretto di Sonitpur.